# أسطورة وحش البحيرة
أسطورة وحش البحيرة هي الرواية رقم 3 من سلسلة ما وراء الطبيعة التي تصدرها المؤسسة العربية الحديثة ضمن روايات مصرية للجيب للكاتب أحمد خالد توفيق تعد السلسلة أول سلسلة روايات عربية في أدب الرعب.

## أحداث الرواية
يعود د. رفعت إسماعيل إلى مغامراته الشيقة، ففى عام 1964 يذهب إلى اسكتلندا ويقابل هناك السير جيمس ماكيلوب أستاذه القديم في البعثة العلمية التي كان فيها رفعت حيث يدعوه إلى قصره، وهناك يقابل رفعت ماجي ماكيلوب حبه القديم، ويقابل بعض الأشخاص الأخرى ن ليكتشف أن ما جمعهم على العشاء في قصر السير جيمس ماكيلوب، هو وحش بحيرة لوخ نيس حيث يريد هؤلاء التأكد من حقيقة وجود الوحش من عدمه، وفي أثناء ذلك تتم مشاهدتين للوحش.
ويروى السير جيمس ماكيلوب لرفعت محاولاته لاثبلت وجود الوحش، كما أنه يروى له أنه وجد أثار قديمة تكشف أن الفايكنج أعتدوا تقديم قرابين في صورة عذروات شابات إلى الوحش أتقاء لغضبه، وأنهم كانوا يستدعون الوحش ببوق ويلبسون الفتاة قلادة، ويخبره سير جيمس أن القلادة والبوق قد سرقا، وأن هناك مجنون يستخدمهما في أستدعاء الوحش وتقديم قرابين في صورة عذروات شابات، بعد أختفاء شابة منذ عدة أيام.
وفى أثناء جلوس ماجى ورفعت معا، يكتشفا ممرا سريا يقود أسفل القصر الذي يملكه سير جيمس، ولكنهما يفقدا طريقهما فيه وفي أثناء بحثهما عن المخرج، يجدا الفتاة التي كانت معدة لكى تصبح الضحية القادمة لوحش بحيرة لوخ نيس، وينجحوا في الخروج من الممر السرى، ويكتشفا أن الذي سرق البوق والقلادة هو خادم لدى السير جيمس ماكيلوب يدعى آنفريد هولثروب، وأنه كان يريد أحياء عادة الفاينكج القديمة.
يتفق السير جيمس ماكيلوب مع صائد حيوانات يدعى إيوان فريزر على صيد الوحش، وأنهم سوف يجتذبوه بواسطة تديم ماجى كطعم لصيده، ولكن تفشل الخطة ويهرب الوحش بعد أن قتل آنفريد هولثروب أثناء منعهم من قتله، ليستحق وحش بحيرة لوخ نيس حريته وحياته في النهاية.

## أبطال الرواية
- رفعت إسماعيل : طبيب أمراض الدم والأستاذ الجامعي الكهل المقيم بالقاهرة، نحيل، أصلع، ذو عوينات، يعاني من كتيبة من الأمراض منها على سبيل المثال لا الحصر : القرحة المعدية، ضيق الشرايين، الربو الشعبي، التهاب الرئة، آلام المفاصل، قلق، متشائم، نحس يقع في المصائب.
- ماجي ماكيلوب : خبيرة فيزياء اسكتلندية تعرف عليها رفعت حين كان يدرس الدكتوراه في جامعة داندي تحت إشراف أبيها السير جيمس ماكيلوب. يحب رفعت ماجي، وتبادله الحب.
- جيمس ماكيلوب : هو أستاذ رفعت وهو والد ماجي ماكيلوب
- إيوان فريزر : هو الصياد الذي صاد جميع أنواع الحيوانات، يستعين به السير جيمس ماكيلوب لصيد وحش بحيرة لوخ نيس

## آراء ونقاش حول الرواية
لمعرفة المزيد من التفاصيل والآراء حول الموضوع راجع منتدى شبكة روايات التفاعلية 